# Olympische Jugend-Winterspiele 2020/Teilnehmer (Kroatien)
| Gelbes Symbol für Goldmedaillen mit stilisierten Olympischen Ringen | Graues Symbol für Silbermedaillen mit stilisierten Olympischen Ringen | Braundes Symbol für Bronzemedaillen mit stilisierten Olympischen Ringen |
| ------------------------------------------------------------------- | --------------------------------------------------------------------- | ----------------------------------------------------------------------- |
| —                                                                   | —                                                                     | —                                                                       |

Kroatien nahm an den Olympischen Jugend-Winterspielen 2020 in Lausanne mit zehn Athleten (sechs Jungen und vier Mädchen) in sechs Sportarten teil.

## Teilnehmer nach Sportarten

### Biathlon
| Athleten                      | Wettbewerbe          | Zeit        | Fehler       | Rang |
| ----------------------------- | -------------------- | ----------- | ------------ | ---- |
| Jungen                        |                      |             |              |      |
| Sven Kuprešak                 | 7,5 km Sprint        | 23:57,5 min | 4 (2+2)      | 76   |
| Sven Kuprešak                 | 12 km Einzel         | 43:01,3 min | 6 (1+0+3+2)  | 78   |
| Mädchen                       |                      |             |              |      |
| Doris Barićevac               | 6 km Sprint          | 23:50,0 min | 10 (5+5)     | 90   |
| Doris Barićevac               | 10 km Einzel         | 47:34,2 min | 14 (3+3+4+4) | 89   |
| Nika Jagečić                  | 6 km Sprint          | 26:50,2 min | 7 (2+5)      | 82   |
| Nika Jagečić                  | 10 km Einzel         | 45:16,8 min | 13 (1+5+4+3) | 85   |
| Mixed                         |                      |             |              |      |
| Doris Barićevac Sven Kuprešak | Single Mixed-Staffel | 52:15,4 min | 0+4 8+11     | 27   |

### Bob
| Athlet     | Wettbewerb | Lauf 1      | Lauf 1 | Lauf 2      | Lauf 2 | Gesamt      | Gesamt |
| Athlet     | Wettbewerb | Zeit        | Rang   | Zeit        | Rang   | Zeit        | Rang   |
| ---------- | ---------- | ----------- | ------ | ----------- | ------ | ----------- | ------ |
| Jungen     |            |             |        |             |        |             |        |
| Toni Nimac | Monobob    | 1:15,27 min | 16     | 1:15,12 min | 14     | 2:30,39 min | 15     |

### Eishockey
Im 3×3 Eishockey spielten die Athleten in gemischten Mannschaften.
| Mannschaft   | Athleten | Vorrunde       | Vorrunde | Halbfinale | Halbfinale | Finale/Spiel um Bronze          | Finale/Spiel um Bronze | Rang   |
| Mannschaft   | Athleten | Gegner         | Ergebnis | Gegner     | Ergebnis   | Gegner                          | Ergebnis               | Rang   |
| ------------ | --- | -------------- | -------- | ---------- | ---------- | ------------------------------- | ---------------------- | ------ |
| Jungen       | |                |          |            |            |                                 |                        |        |
| _ Team Braun | Luka Banek Sai Lake Hugo Galvez Elvis Hsu Axel Ruski-Jones Marlon D’Acunto Erik Potšinok Evan Nauth Artur Seniut Matyáš Šapovaliv Milán Ivády Rastislav Eliáš Sebastian Aarsund | _ Team Schwarz | 13:11    | _ Team Rot | 7:9        | Spiel um Bronze: _ Team Schwarz | 6:5                    | Bronze |
| _ Team Braun | Luka Banek Sai Lake Hugo Galvez Elvis Hsu Axel Ruski-Jones Marlon D’Acunto Erik Potšinok Evan Nauth Artur Seniut Matyáš Šapovaliv Milán Ivády Rastislav Eliáš Sebastian Aarsund | _ Team Grün    | 6:8      | _ Team Rot | 7:9        | Spiel um Bronze: _ Team Schwarz | 6:5                    | Bronze |
| _ Team Braun | Luka Banek Sai Lake Hugo Galvez Elvis Hsu Axel Ruski-Jones Marlon D’Acunto Erik Potšinok Evan Nauth Artur Seniut Matyáš Šapovaliv Milán Ivády Rastislav Eliáš Sebastian Aarsund | _ Team Grau    | 16:6     | _ Team Rot | 7:9        | Spiel um Bronze: _ Team Schwarz | 6:5                    | Bronze |
| _ Team Braun | Luka Banek Sai Lake Hugo Galvez Elvis Hsu Axel Ruski-Jones Marlon D’Acunto Erik Potšinok Evan Nauth Artur Seniut Matyáš Šapovaliv Milán Ivády Rastislav Eliáš Sebastian Aarsund | _ Team Orange  | 14:10    | _ Team Rot | 7:9        | Spiel um Bronze: _ Team Schwarz | 6:5                    | Bronze |
| _ Team Braun | Luka Banek Sai Lake Hugo Galvez Elvis Hsu Axel Ruski-Jones Marlon D’Acunto Erik Potšinok Evan Nauth Artur Seniut Matyáš Šapovaliv Milán Ivády Rastislav Eliáš Sebastian Aarsund | _ Team Rot     | 5:11     | _ Team Rot | 7:9        | Spiel um Bronze: _ Team Schwarz | 6:5                    | Bronze |
| _ Team Braun | Luka Banek Sai Lake Hugo Galvez Elvis Hsu Axel Ruski-Jones Marlon D’Acunto Erik Potšinok Evan Nauth Artur Seniut Matyáš Šapovaliv Milán Ivády Rastislav Eliáš Sebastian Aarsund | _ Team Blau    | 14:2     | _ Team Rot | 7:9        | Spiel um Bronze: _ Team Schwarz | 6:5                    | Bronze |
| _ Team Braun | Luka Banek Sai Lake Hugo Galvez Elvis Hsu Axel Ruski-Jones Marlon D’Acunto Erik Potšinok Evan Nauth Artur Seniut Matyáš Šapovaliv Milán Ivády Rastislav Eliáš Sebastian Aarsund | _ Team Gelb    | 8:6      | _ Team Rot | 7:9        | Spiel um Bronze: _ Team Schwarz | 6:5                    | Bronze |

### Shorttrack
| Athlet        | Wettbewerb | Vorlauf      | Vorlauf | Viertelfinale | Viertelfinale | Halbfinale    | Halbfinale    | Finale        | Finale        | Rang |
| Athlet        | Wettbewerb | Zeit         | Rang    | Zeit          | Rang          | Zeit          | Rang          | Zeit          | Rang          | Rang |
| ------------- | ---------- | ------------ | ------- | ------------- | ------------- | ------------- | ------------- | ------------- | ------------- | ---- |
| Jungen        |            |              |         |               |               |               |               |               |               |      |
| Stribor Suman | 500 m      | DNF          | DNF     | ausgeschieden | ausgeschieden | ausgeschieden | ausgeschieden | ausgeschieden | ausgeschieden | 29   |
| Stribor Suman | 1000 m     | 1:36,199 min | 3       | ausgeschieden | ausgeschieden | ausgeschieden | ausgeschieden | ausgeschieden | ausgeschieden | 22   |
| Mädchen       |            |              |         |               |               |               |               |               |               |      |
| Maja Ivandić  | 500 m      | 48,166 s     | 3       | ausgeschieden | ausgeschieden | ausgeschieden | ausgeschieden | ausgeschieden | ausgeschieden | 23   |
| Maja Ivandić  | 1000 m     | 1:49,948 min | 4       | ausgeschieden | ausgeschieden | ausgeschieden | ausgeschieden | ausgeschieden | ausgeschieden | 27   |

### Ski Alpin
| Athleten      | Wettbewerbe  | 1. Lauf     | 1. Lauf | 2. Lauf     | 2. Lauf | Gesamt      | Gesamt |
| Athleten      | Wettbewerbe  | Zeit        | Rang    | Zeit        | Rang    | Zeit        | Rang   |
| ------------- | ------------ | ----------- | ------- | ----------- | ------- | ----------- | ------ |
| Jungen        |              |             |         |             |         |             |        |
| Tvrtko Ljutić | Riesenslalom | 1:07,06 min | 30      | 1:06,21 min | 20      | 2:13,27 min | 25     |
| Tvrtko Ljutić | Slalom       | 37,46 s     | 6       | 40,45 s     | 7       | 1:17,91 min | 5      |
| Tvrtko Ljutić | Super-G      | –           | –       | –           | –       | 58,45 s     | 41     |
| Tvrtko Ljutić | Kombination  | 58,45 s     | 41      | 34,72 s     | 12      | 1:33,17 min | 20     |

### Skilanglauf
| Athleten      | Wettbewerbe     | Qualifikation | Qualifikation | Viertelfinale | Viertelfinale | Halbfinale    | Halbfinale    | Finale        | Finale        | Rang |
| Athleten      | Wettbewerbe     | Zeit          | Rang          | Zeit          | Rang          | Zeit          | Rang          | Zeit          | Rang          | Rang |
| ------------- | --------------- | ------------- | ------------- | ------------- | ------------- | ------------- | ------------- | ------------- | ------------- | ---- |
| Jungen        |                 |               |               |               |               |               |               |               |               |      |
| Petar Perušić | 10 km klassisch | –             | –             | –             | –             | –             | –             | 34:16,1 min   | 71            | 71   |
| Petar Perušić | Sprint Freistil | 3:46,38 min   | 62            | ausgeschieden | ausgeschieden | ausgeschieden | ausgeschieden | ausgeschieden | ausgeschieden | 62   |
| Petar Perušić | Langlauf-Cross  | 5:03,05 min   | 63            | ausgeschieden | ausgeschieden | ausgeschieden | ausgeschieden | ausgeschieden | ausgeschieden | 63   |
| Mädchen       |                 |               |               |               |               |               |               |               |               |      |
| Tena Hadžić   | 5 km klassisch  | –             | –             | –             | –             | –             | –             | 18:12,4 min   | 63            | 63   |
| Tena Hadžić   | Sprint Freistil | 3:10,33 min   | 53            | ausgeschieden | ausgeschieden | ausgeschieden | ausgeschieden | ausgeschieden | ausgeschieden | 53   |
| Tena Hadžić   | Langlauf-Cross  | 5:59,02 min   | 58            | ausgeschieden | ausgeschieden | ausgeschieden | ausgeschieden | ausgeschieden | ausgeschieden | 58   |
| Nika Jagečić  | 5 km klassisch  | –             | –             | –             | –             | –             | –             | 17:12,3 min   | 52            | 52   |
| Nika Jagečić  | Sprint Freistil | 3:02,68 min   | 41            | ausgeschieden | ausgeschieden | ausgeschieden | ausgeschieden | ausgeschieden | ausgeschieden | 41   |
| Nika Jagečić  | Langlauf-Cross  | 5:38,53 min   | 44            | ausgeschieden | ausgeschieden | ausgeschieden | ausgeschieden | ausgeschieden | ausgeschieden | 44   |